# WTA Teneriffa
Das WTA Teneriffa (offiziell: Tenerife Ladies Open) ist ein Tennisturnier der Kategorie WTA 250 der WTA Tour, das auf Guía de Isora, Teneriffa erstmals im Oktober 2021 ausgetragen wurde.
Spielstätte für das Turnier auf Teneriffa ist die Abama Tennis Academy.

## Siegerliste

### Einzel
| Jahr               | Siegerin | Finalgegnerin               | Ergebnis |
| ------------------ | -------- | --------------------------- | -------- |
| ↓ Kategorie: 250 ↓ |          |                             |          |
| 2021               | Ann Li   | María Camila Osorio Serrano | 6:1, 6:4 |

### Doppel
| Jahr               | Siegerinnen                | Finalgegnerinnen                  | Ergebnis |
| ------------------ | -------------------------- | --------------------------------- | -------- |
| ↓ Kategorie: 250 ↓ |                            |                                   |          |
| 2021               | Ulrikke Eikeri Ellen Perez | Ljudmyla Kitschenok Marta Kostjuk | 6:3, 6:3 |